# 분향소
분향소(焚香所)는 죽은 이의 넋을 기리고 조의를 표하도록 향로에 불을 붙인 향을 피우게끔 만들어 놓은 곳을 말한다. 상중(喪中)에 한 곳만 설치할 수 있는 빈소와는 달리 여러곳에 둘 수 있다.

## 같이 보기
- 장례